# Дисменорея
Дисменорея (англ. Dysmenorrhea), також відома як менструальний біль чи болісні менструації, є болем під час менструації. Зазвичай починається приблизно одночасно з менструацією, проте може початися ще в середині циклу. Симптоми зазвичай тривають менше трьох днів. Біль зазвичай віддає в таз або в низ живота. Інші симптоми можуть включати біль у спині, діарею або нудоту.
Найпоширеніший розлад менструального циклу (від 50 % до 90 % підлітків і жінок репродуктивного віку), дисменорея може виникнути без особливих причин (первинна дисменорея). Основні проблеми, які можуть спричинити вторинну дисменорею, включають ендометріоз (70 % підлітків), міому матки, аденоміоз, лейоміому,, кісти яєчників, синдром застійних явищ в малому тазу, а також порожнисту та додаткову масу матки. Найчастіше зустрічається в тих, хто має сильні менструальні кровотечі, нерегулярний цикл, при менархе до 12 років і в жінок з низькою масою тіла.
Гінекологічний огляд та ультразвукове дослідження жінок, які ведуть сексуальне життя, можуть бути корисними для діагностики. Захворювання, які можуть викликати схожі симптоми, включають позаматкову вагітність, запальні захворювання жіночих статевих органів, інтерстиційний цистит і хронічний біль в області тазу.
Рідше виникає при регулярних заняттях спортом і ранніх пологах. Лікування може включати грілки, нестероїдні протизапальні засоби, такі як ібупрофен, гормональна контрацепція та гормональна внутрішньоматкова спіраль. Може допомагати прийом вітаміну B1 або магнію. Не існує достатньо доказів щодо користі йоги, акупунктури та масажу. Хірургічне втручання може бути корисним при певних показниках.
Як правило, дисменорея починається протягом року після першої менструації. У випадках, коли дисменорея не викликана особливими причинами, біль часто зменшується з віком або після пологів.

## Епідеміологія
Дисменорея є одним із найпоширеніших гінекологічних захворювань, незалежно від віку чи раси. Це одна з найпоширеніших причин болю в області таза у жінок з менструаціями. За оцінками, дисменорея вражає від 50 % до 90 % підлітків і жінок репродуктивного віку. В іншому звіті стверджується, що оцінки можуть коливатися від 16 % до 91 % опитаних, причому сильний біль спостерігається у 2 %-29 % жінок (дівчат) з менструацією. Повідомлень про дисменорею найбільше серед дівчат у пізньому підлітковому віці та жінок 20 років, причому кількість повідомлень зазвичай зменшується з віком. За даними одного дослідження поширеність серед підлітків становить 67,2 %, а за іншими — 90 %.
Було заявлено, що немає істотної різниці в поширеності або захворюваності між расами, хоча одне дослідження латиноамериканських підлітків показало підвищену поширеність і вплив у цій групі. Інше дослідження показало, що дисменорея була присутня у 36,4 % учасниць і була значною мірою пов'язана з молодшим віком і нижчим відсотком.
Кажуть, що вагітність полегшує дисменорею, але це відбувається не завжди. Одне дослідження показало, що у жінок, які не народжували з первинною дисменореєю, інтенсивність менструального болю значно зменшилася після 40 років.
Опитування, проведене в Норвегії, показало, що 14 % жінок у віці від 20 до 35 років відчувають симптоми настільки серйозні, що вони не відвідують школу або роботу і залишаються вдома. Серед підлітків дисменорея є основною причиною повторюваних короткочасних пропусків навчання в школі.

## Симптоми
Основним симптомом дисменореї є біль, що зосереджується внизу живота або тазу. Біль також зазвичай відчувається в правій або лівій частині живота, може поширюватися на стегна та поперек.
Симптоми, які часто виникають разом із менструальним болем, включають нудоту та блювання, діарею, головний біль, запаморочення, дезорієнтацію, непритомність і втому. Симптоми дисменореї часто починаються відразу після овуляції і можуть тривати до кінця менструації. Це пояснюється тим, що дисменорея часто пов'язана з гормональними змінами в організмі, які відбуваються з овуляцією. Зокрема, простагландини викликають скорочення черевної порожнини, що може викликати біль і гастроентерологічні симптоми. Використання певних типів протизаплідних таблеток може запобігти симптомам дисменореї, оскільки вони зупиняють овуляцію.
Дисменорея пов'язана з підвищеною больовою чутливістю та сильними менструальними кровотечами.
У багатьох жінок первинна дисменорея поступово зникає в кінці другого покоління. Також було продемонстровано, що вагітність зменшує тяжкість дисменореї, коли менструація відновлюється. Однак дисменорея може тривати до менопаузи. 5–15 % жінок із дисменореєю відчувають симптоми досить серйозні, щоб заважати повсякденній діяльності.

## Причини
Існує два типи дисменореї, первинна та вторинна. Первинна дисменорея виникає без супутнього основного захворювання, тоді як вторинна дисменорея має конкретну основну причину, як правило, стан, який впливає на матку або інші репродуктивні органи.

### Первинна дисменорея
Болісні менструальні спазми можуть бути результатом надлишку простагландинів, що виділяються з матки. Простагландини змушують м'язи матки напружуватися і розслаблятися, викликаючи менструальні болі. Цей тип дисменореї називається первинною дисменореєю. Первинна дисменорея зазвичай починається в підлітковому віці незабаром після першої менструації.

### Вторинна дисменорея
Вторинна дисменорея — тип дисменореї, спричинений іншим захворюванням, таким як ендометріоз, міома матки, аденоміоз матки та синдром полікістозних яєчників. Рідко вторинну дисменорею викликають вроджені дефекти, внутрішньоматкові спіралі, деякі види раку та інфекції органів малого тазу. Якщо біль виникає між менструаціями, триває довше, ніж у перші кілька днів менструації, або не знімається належним чином за допомогою нестероїдних протизапальних препаратів (НПЗП) або гормональних контрацептивів, це може свідчити про інше захворювання, що спричиняє вторинну дисменорею.
Мембранозна дисменорея — це тип вторинної дисменореї, при якому вся слизова оболонка матки відшаровується відразу, а не протягом кількох днів, як це трапляється зазвичай. Ознаки та симптоми включають кров'янисті виділення, кровотечі, біль у животі та менструальні спазми.[джерело?] Отримана маткова тканина називається децидуальним зліпком і повинна проходити через шийку матки та вагіну. Як правило, вона приймає форму самої матки. Мембранозна дисменорея зустрічається вкрай рідко, зареєстровано дуже мало випадків. Основна причина невідома, хоча деякі дані свідчать про те, що це може бути пов'язано з позаматковою вагітністю або використанням гормональної контрацепції.

## Фактори ризику
Факторами ризику дисменореї є генетичні фактори, стрес і депресія. Фактори ризику первинної дисменореї включають: ранній вік менархе, тривалі або сильні менструальні періоди, паління та родинна історія дисменореї.
Дисменорея є дуже полігенним і спадковим захворюванням. Існують переконливі докази родинної схильності та генетичних факторів, що підвищують сприйнятливість до дисменореї. Існують численні поліморфізми та генетичні варіанти як у метаболічних генах, так і в генах, відповідальних за імунітет, які були пов'язані з цим розладом.
Для дисменореї було визначено три різні можливі фенотипи, які включають «численні важкі симптоми», «помірний локалізований біль» і «сильний локалізований біль». Хоча існують ймовірні відмінності в генотипах, що лежать в основі кожного фенотипу, конкретні корелюючі генотипи ще не ідентифіковані. Ці фенотипи поширені на різних рівнях у різних демографічних групах населення, що свідчить про різні частоти алелів у популяціях (з точки зору раси, етнічної приналежності та національності).
Поліморфізм гена ESR1 зазвичай асоціюється з важкою дисменореєю. Варіанти генотипів у метаболічних генах, таких як CYP2D6 і GSTM1, так само корелюють з підвищеним ризиком сильного менструального болю, але не з помірними або випадковими фентотипами.
Виникнення та частота вторинної дисменореї (ВД) була пов'язана з різними алелями та генотипами тих, хто має основні патології, які можуть вражати тазову область або інші ділянки тіла. Люди з розладами можуть мати генетичні мутації, пов'язані з їхніми діагнозами, які спричиняють дисменорею як симптом їх первинного діагнозу. Було виявлено, що люди з фіброміалгією, які мають варіацію гена ESR1 Xbal і мають генотип Xbal AA, більш сприйнятливі до відчуттів легкого або сильного менструального болю, що є наслідком первинної патології. Як правило, генетичні мутації, які є ознакою певних розладів або по'язані з ними, можуть викликати дисменорею як симптом, який супроводжує первинне захворювання.
На відміну від вторинної дисменореї, первинна дисменорея (ПД) не має основної патології. Тому вважалося, що в основі цього розладу лежать генетичні мутації та варіації і що вони сприяють патогенезу хвороби Паркінсона. Існують численні однонуклеотидні поліморфізми (SNP), пов'язані з ПД. Два з найбільш добре вивчених включають SNP в промоторі фактора інгібітору міграції макрофагів і SNP в гені фактора некрозу пухлини (TNF-α). Коли цитозин з 173 базових пар перед промотором фактора інгібітору міграції макрофагів (англ. MIF) був замінений на гуанін, це призвело до підвищення ймовірності того, що особа зазнає хвороби Паркінсона. У той час як генотип CC/GG призвів до збільшення ймовірності того, що людина відчуває сильний менструальний біль, генотип CC/GC призвів до більш значної ймовірності того, що захворювання вплине на людину в цілому та збільшить ймовірність будь-якого з трьох фенотипів. Другий асоційований SNP був розташований на 308 базових пар вище від стартового кодону гена TNF-α, в якому гуанін був замінений на аденін. Генотип GG у локусах асоціюється з розладом і був запропонований як можливий генетичний маркер для прогнозування хвороби ПД.
Вважається, що існує також причинний зв'язок із мутаціями в гені MEFV і дисменореєю. Фенотипи, пов'язані з цими мутаціями в генах MEFV, вивчені краще; індивідууми, гетерозиготні за цими мутаціями, частіше страждають від хвороби Паркінсона, яка проявляється фенотипом сильного болю.
Було визначено, що гени, пов'язані з імунітетом, також відіграють значну роль у ПД. Було виявлено, що IL1A є геном, найбільш пов'язаним з первинною дисменореєю з точки зору його фенотипічного впливу. Цей ген кодує білок, необхідний для регуляції імунітету та запалення. Хоча механізм його впливу на ПД ще не встановлено, припускають, що можливі мутації IL1A або генів, які з ним взаємодіють, впливають на регуляцію запалення під час менструації. Таким чином, ці мутації можуть впливати на рівень болю під час менструації, що призводить до різних фенотипів, пов'язаних з дисменореєю.
Два додатково добре вивчених SNP, які, ймовірно, сприяють ПД, були знайдені в ZM1Z1 (мутантний алель під назвою rs76518691) і NGF (мутантний алель під назвою rs7523831). І ZMIZ1, і NGF пов'язані з аутоімунними реакціями та захворюваннями, а також больовими реакціями. Вплив цих генів на дисменорею є значним, оскільки це свідчить про те, що мутації, які впливають на імунну систему (зокрема, на запальну реакцію), і реакція на біль також можуть бути причиною первинної дисменореї.

## Механізм
Основним механізмом первинної дисменореї є скорочення мускулатури матки, що викликає локальну ішемію.
Під час менструального циклу ендометрій потовщується, готуючись до потенційної вагітності. Після овуляції, якщо яйцеклітина не запліднена і не настає вагітність, створена тканина матки не потрібна і відшаровується.
Простагландини та лейкотрієни виділяються під час менструації завдяки накопиченню омега-6 жирних кислот. Вивільнення простагландинів та інших медіаторів запалення в матці викликає скорочення матки та може призвести до системних симптомів, таких як нудота, блювота, здуття живота та головний біль або мігрень. Вважається, що простагландини є основним фактором первинної дисменореї. Коли м'язи матки скорочуються, вони звужують кровопостачання тканини ендометрія, який, у свою чергу, руйнується і відмирає. Ці скорочення матки тривають, оскільки вони видавлюють стару, мертву тканину ендометрію через шийку матки та виводять її з тіла через вагіну. Вважається, що ці скорочення та тимчасова недостатність кисню до сусідніх тканин є причиною болю або спазмів, які виникають під час менструації.
Порівняно з жінками без дисменореї, у жінок з первинною дисменореєю спостерігається підвищена активність м'язів матки з підвищеною скорочувальною здатністю та збільшенням частоти скорочень.

## Діагностика
Діагноз дисменореї зазвичай ставиться просто на основі історії хвороби менструального болю, який заважає повсякденній діяльності. Однак не існує загальноприйнятої стандартної методики кількісного визначення тяжкості менструального болю. Існують різні кількісні моделі, які називаються менструальною симптоматикою, які можна використовувати для оцінки тяжкості менструального болю, а також для співвіднесення їх із болем в інших частинах тіла, менструальною кровотечею та ступенем перешкод у повсякденній діяльності.

### Подальше обстеження
Після постановки діагнозу дисменореї необхідне подальше обстеження для пошуку будь-якої вторинної основної причини, щоб мати можливість лікувати конкретно її та уникнути загострення, можливо, серйозної основної причини.
Подальше обстеження включає конкретну історію хвороби щодо симптомів і менструальних циклів, а також гінекологічний огляд. На основі цих результатів можуть бути рекомендовані додаткові тести, наприклад:
- Гінекологічне УЗД[en][6]
- Лапароскопія[6]

## Лікування
Лікування, спрямоване на механізм болю, включає нестероїдні протизапальні засоби (НПЗ) і гормональні контрацептиви. НПЗ пригнічують вироблення простагландинів. При тривалому лікуванні гормональна контрацепція зменшує кількість маткової рідини / тканини, що виділяється з матки. Таким чином, менструація коротша, менш болюча. Ці препарати зазвичай більш ефективні, ніж лікування, яке не спрямоване на джерело болю (наприклад, ацетамінофен). Регулярна фізична активність може зменшити тяжкість спазмів матки.

### Нестероїдні протизапальні засоби
Нестероїдні протизапальні засоби (НПЗ), такі як ібупрофен і напроксен, ефективні для полегшення болю при первинній дисменореї. Вони можуть мати такі побічні ефекти, як нудота, диспепсія, виразкова хвороба та діарея.

### Гормональна контрацепція
Використання гормональних контрацептивів може полегшити симптоми первинної дисменореї. Систематичне дослідження 2009 року виявило обмежені докази того, що низькі або середні дози естрогену, що містяться в протизаплідних пігулках, зменшують біль, пов'язаний з дисменореєю. Крім того, не виявлено відмінностей між різними препаратами протизаплідних таблеток.
Норплант і Депо-провера також ефективні, оскільки ці методи часто викликають аменорею. Внутрішньоматкова система (внутрішноматкова спіраль Мірена) може бути корисною для зменшення симптомів.

### Інше
Дослідження засвідчило ефективність трансдермального нітрогліцерину. Дослідження показали, що добавки магнію виявилися ефективними. Дослідження вказало на корисність використання блокаторів кальцієвих каналів. Нагрівання є ефективним порівняно з НПЗ, і багато пацієнтів віддають перевагу цьому варіанту, оскільки до нього легко отримати доступ і не має відомих побічних ефектів.
Тамоксифен ефективно використовувався для зменшення скорочувальної здатності матки та болю у пацієнтів з дисменореєю.
Є деякі докази того, що вправи, які виконуються 3 рази на тиждень протягом приблизно 45-60 хвилин, без особливої інтенсивності, зменшують менструальний біль.

### Альтернативна медицина
Немає достатніх доказів, щоб рекомендувати використання багатьох рослинних або дієтичних добавок для лікування дисменореї, включаючи мелатонін, вітамін Е, фенхель, кріп, ромашку, корицю, дамаську троянду, ревінь, гуаву та узару. Рекомендується провести подальші дослідження, щоб перевірити неочевидні докази користі: пажитника, імбиру, валеріани, затарії, сульфату цинку, риб'ячого жиру та вітаміну B1. Дослідження 2016 року показало, що для більшості дієтичних добавок не існує достатніх доказів їх безпеки. Є деякі докази користі використання пажитника.
Одне дослідження показало, що тіамін і вітамін Е, ймовірно, ефективні. Було встановлено, що вплив риб'ячого жиру та вітаміну B12 невідомий. Дослідження знайшли попередні докази того, що імбирний порошок може бути ефективним при первинній дисменореї. Дослідження виявили багатонадійні докази китайської фітотерапії для первинної дисменореї, але докази були обмежені через низьку методологічну якість.
При дослідженні акупунктури при дисменореї організацією Кокранівська співпраця 2016 року зроблено висновок, що невідомо, чи є ефективною акупунктура або точковий масаж. Існували також занепокоєння щодо упередженості в дизайні дослідження та публікації, недостатніх звітів (мало де розглядалися побічні ефекти) і того, що вони були непослідовними. У літературі є суперечливі повідомлення, включно з одним дослідженням, яке виявило, що точковий масаж, місцеве тепло та поведінкові втручання, ймовірно, ефективні. Було виявлено, що ефект акупунктури та магнітів невідомий.
Систематичне дослідження 2007 року виявило деякі наукові докази того, що поведінкові втручання можуть бути ефективними, але до результатів слід ставитися з обережністю через низьку якість даних.
Спинна маніпуляція не приносить користі. Незважаючи на те, що були зроблені заяви щодо хіропрактики, відповідно до теорії, згідно з якою лікування підвивихів у хребті може зменшити симптоми, систематичне дослідження 2006 року виявило, що загалом немає доказів того, що спинна маніпуляція є ефективною для лікування первинної та вторинної дисменореї.
Валеріана, Хміль звичайний і Пасифлора інкарната можуть бути безпечними та ефективними при лікуванні дисменореї.

### Черезшкірна електростимуляція нервів
В дослідження 2011 року зазначено, що високочастотна черезшкірна електростимуляція нервів (ЧЕН) може зменшити біль порівняно з фіктивним ЧЕН, але, здається, менш ефективна, ніж ібупрофен.

### Хірургія
Одним із крайніх засобів лікування є пресакральна невректомія.